# اندیس مغستان
مغستان یک اندیس فلزی است که در حوالی شهر ساغند استان یزد قرار دارد و مادهٔ معدنی موجود در آن، سرب ومس است. سنگ میزبان این اندیس سنگ آهک است